# كوبا بيرو 2014
كوبا بيرو 2014 (بالإسبانية: Copa Perú 2014)‏ هو الموسم 42 من كوبا بيرو ‏. فاز فيه Sport Loreto ‏.